# Bauer AG

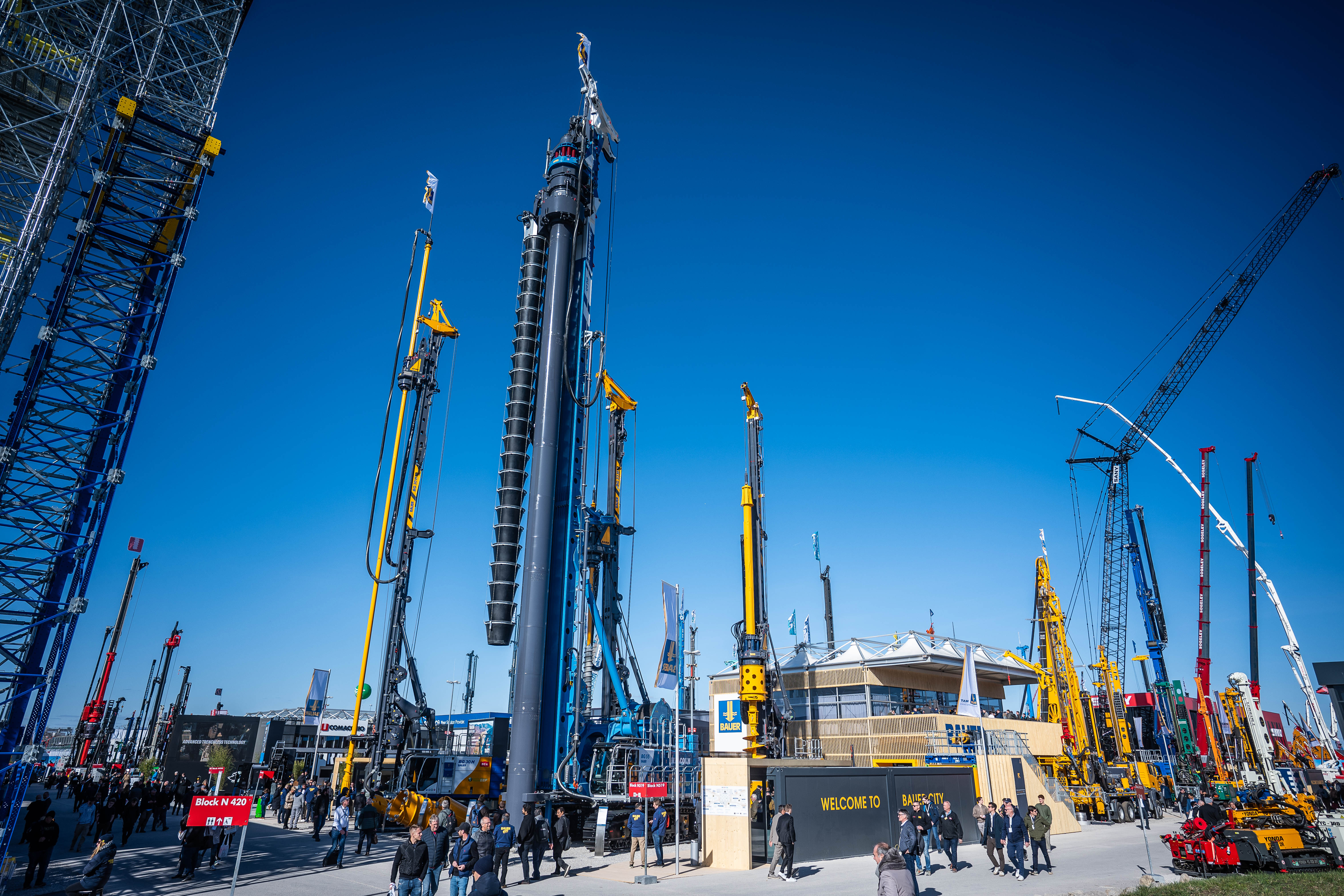
Stand der BAUER Maschinen Gruppe auf der bauma 2025 in München

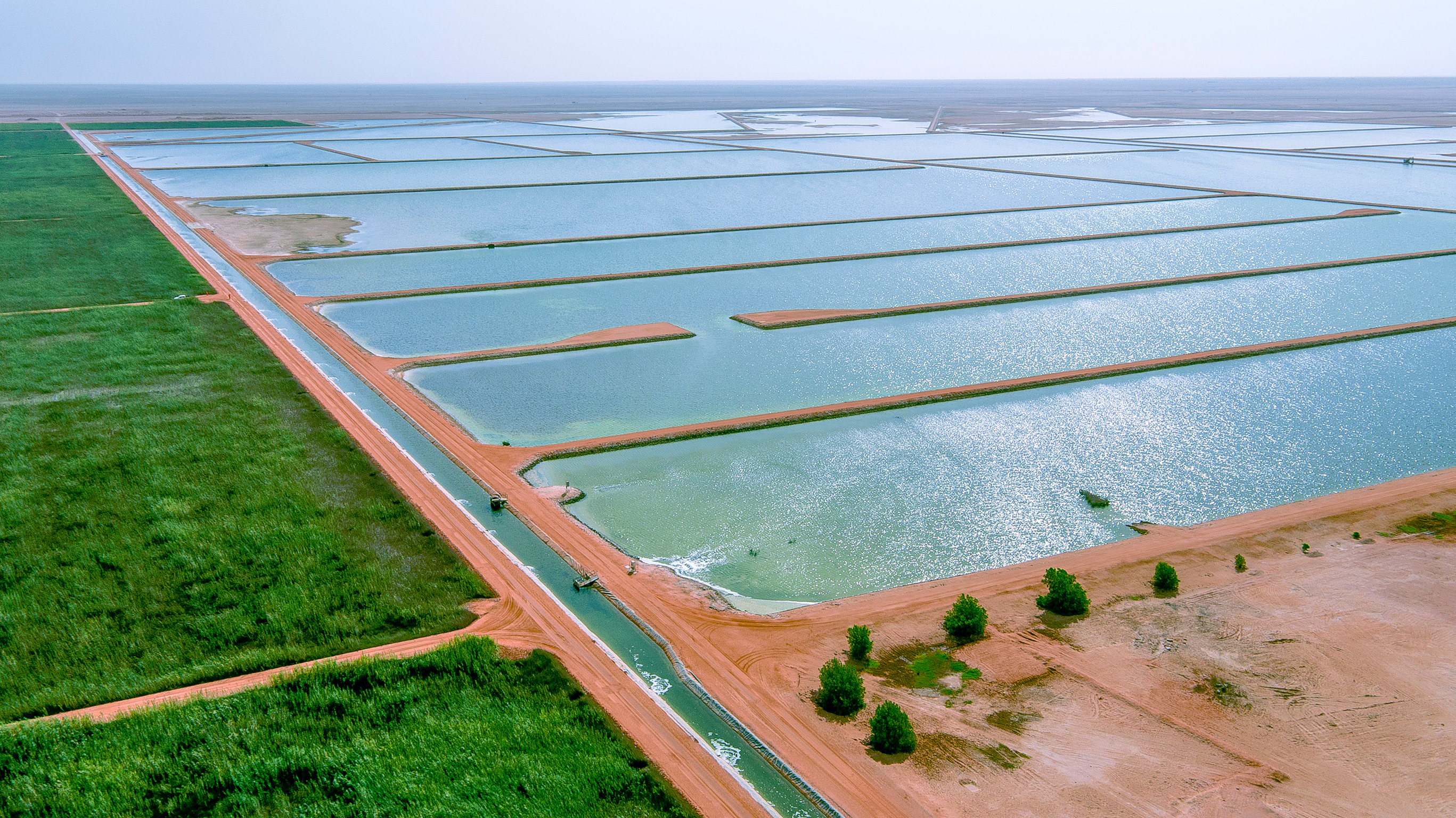
Inmitten einer Wüstenlandschaft betreibt die BAUER Nimr LLC in Oman die größte kommerzielle Schilfkläranlage der Welt.

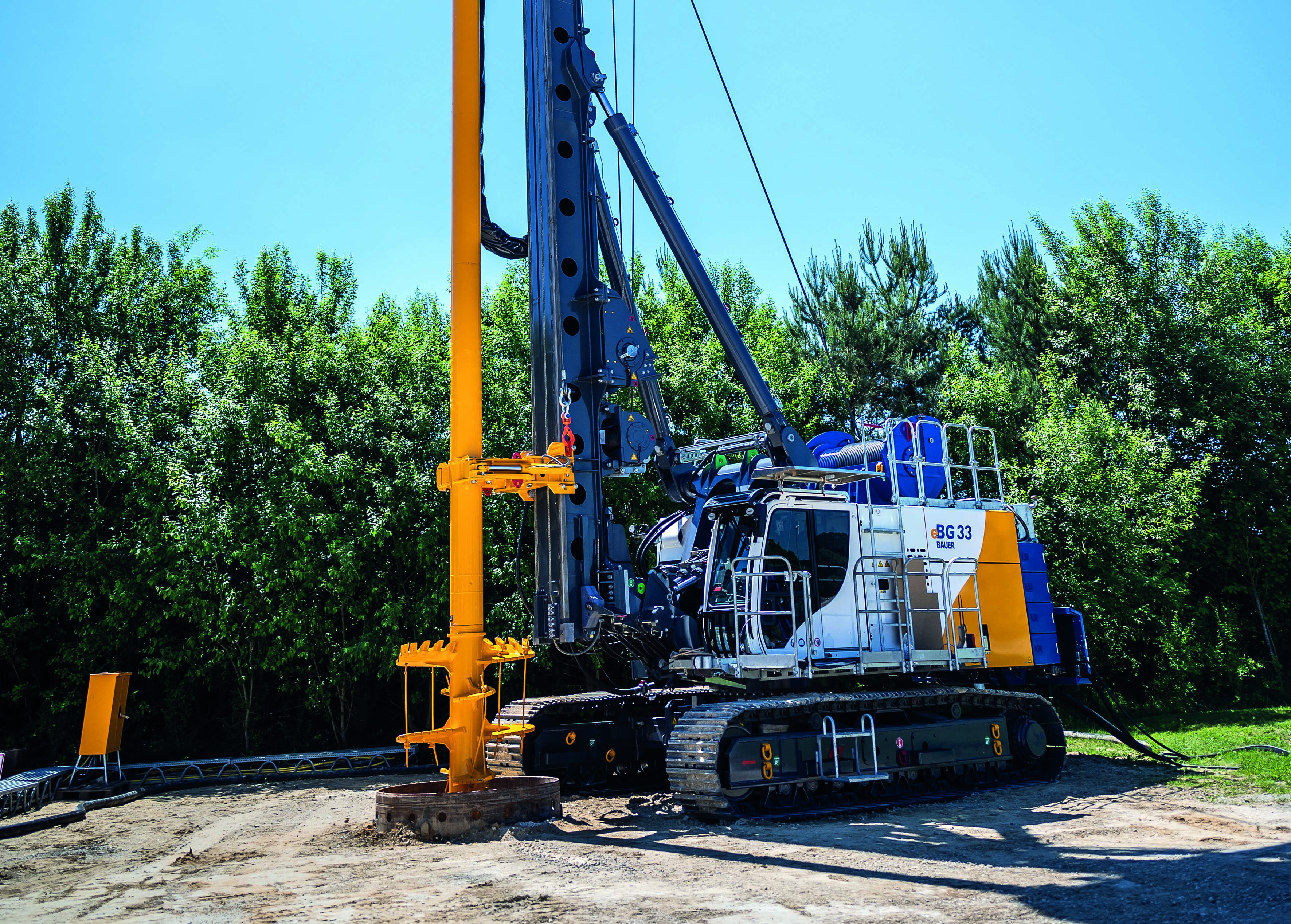
Die eBG 33 wurde 2021 als das erste elektrisch betriebene Bauer-Bohrgerät auf den Markt gebracht.

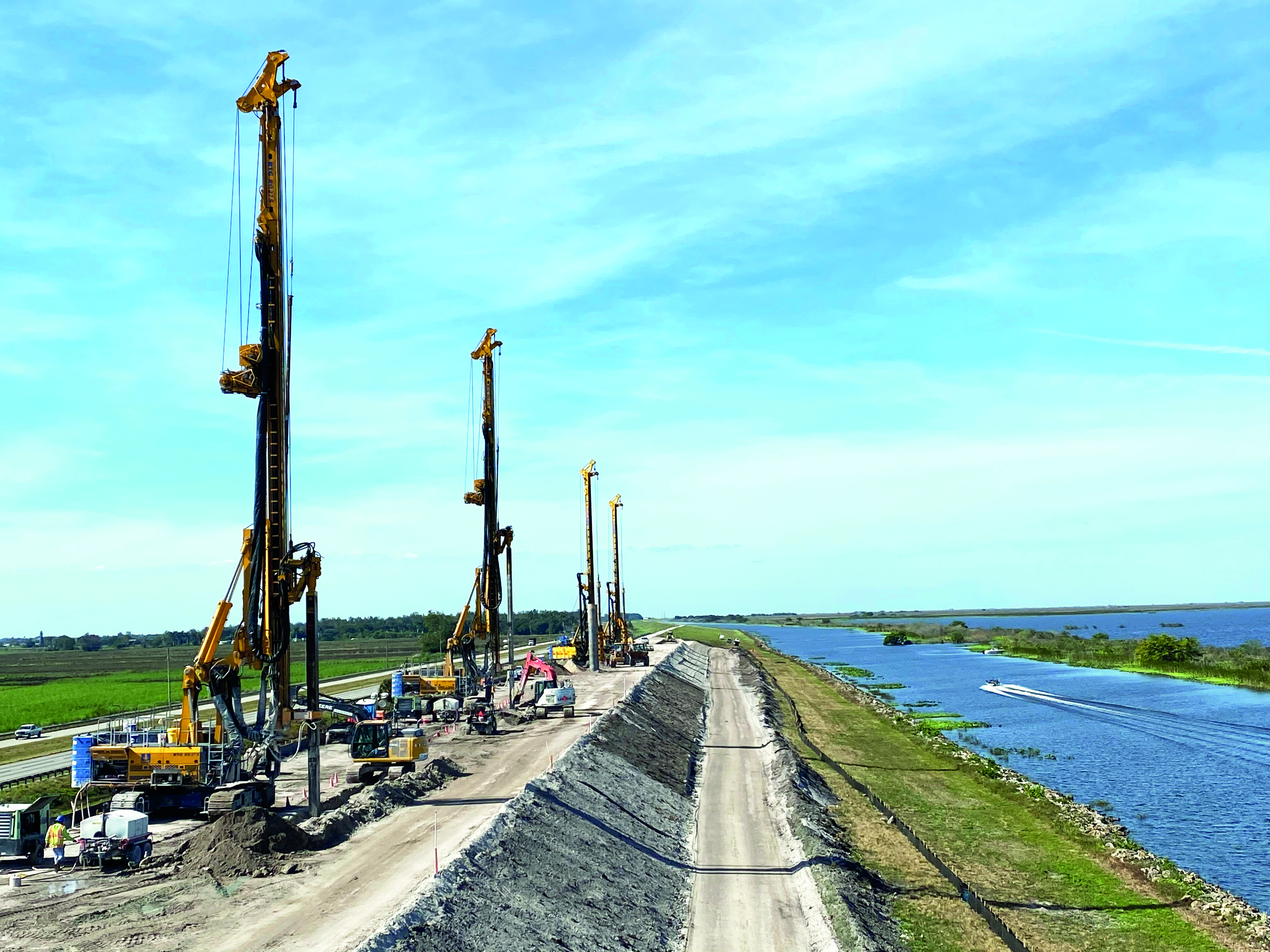
Zum Schutz vor Sturmfluten und Überschwemmungen führte Bauer am Herbert Hoover Dike in Florida verschiedene Teilaufträge aus.

Die Bauer Aktiengesellschaft (Eigenschreibweise: BAUER Aktiengesellschaft) ist ein Bau- und Maschinenbauunternehmen mit Sitz im oberbayerischen Schrobenhausen. Das Kerngeschäft ist die Herstellung komplexer Baugruben, Gründungen und vertikaler Abdichtungen sowie die Entwicklung und Fertigung von Maschinen hierfür. Die Bauer Gruppe verzeichnete im Jahr 2024 mit weltweit etwa 11.000 Mitarbeitern eine Gesamtleistung von 2,2 Milliarden Euro.

## Geschichte
Im Jahr 1790 erwarb Sebastian Bauer (unter dem Namen Paur) aus Deggendorf, Sohn einer in der Vorgeneration aus Osterhofen (Niederbayern) stammenden Kupferschmied-Familie, eine Kupferschmiede in Schrobenhausen. Über ein Jahrhundert war die Kupferschmiede an der Einrichtung von Brauereien beteiligt, führte Dachdeckerarbeiten mit Kupfer aus und stellte Gegenstände für den alltäglichen Hausgebrauch her.
Andreas Bauer bohrte 1902 in Schrobenhausen für das neue Wasserhaus der Bahnstation in Schrobenhausen einen artesischen Brunnen, wodurch der Brunnenbau neuer Geschäftszweig des Unternehmens wurde. Für dessen Sohn Karl Bauer war der Bau der zentralen Wasserversorgung der Stadt Schrobenhausen im Jahre 1928 ein Schlüsselprojekt. Mit dieser Referenz wendete er den Betrieb zum Brunnenbau-Unternehmen und war mit der Errichtung von Brunnen und Wasserversorgungsanlagen für Städte und Industriebetriebe bald in ganz Bayern tätig.
Karlheinz Bauer, Jahrgang 1928 und seit 1953 Gesellschafter, wurde 1956 alleiniger Geschäftsführer und richtete den Betrieb auf den Spezialtiefbau aus. Zwei Jahre später folgte die Erfindung des Verpressankers auf der Baustelle Bayerischer Rundfunk in München. Das Unternehmen meldete daraufhin ein Patent auf das Bauverfahren an und begann dessen internationale Vermarktung. Die erste Auslandsbaustelle befand sich 1959 in der Schweiz, auch hier kam der Verpressanker zum Einsatz und begann seine Erfolgsgeschichte. In den 1960er Jahren wurde das Bauverfahren vor allem beim U-Bahn-Bau in zahlreichen Städten der Bundesrepublik eingesetzt.
1969 begann das Unternehmen mit der Konstruktion und Fertigung eines Ankerbohrgeräts und unternahm damit erste Schritte im Bereich Maschinenbau. Im Jahr 1975 erhielt das Unternehmen erste Aufträge in Libyen, Saudi-Arabien und den Vereinigten Arabischen Emiraten. In der Folgezeit dehnte Bauer Spezialtiefbau die Bautätigkeit und den Maschinenvertrieb auf immer mehr Länder aus, ab Mitte der 1980er Jahre mit neuen Schwerpunkten im Fernen Osten.
1976 wurde die Maschinenpalette um das Großdrehbohrgerät BG 7 erweitert. Die BG-Serie entwickelte sich in den folgenden Jahrzehnten zum Kernbereich des Bauer Maschinenbaus. 1984 folgte die Entwicklung und der Bau einer ersten eigenen Schlitzwandfräse. Zwei Jahre später wurde Thomas Bauer – seit 1984 im Unternehmen – alleiniger Geschäftsführer. Unter seiner Leitung erfolgte die Internationalisierung der Bauer Gruppe im Maschinenbau und Spezialtiefbau.
Im Jahr 1990 wurde die Bauer und Mourik Umwelttechnik GmbH & Co. gegründet. Daraus entwickelte sich nach 2002 mit Übernahme der FWS Filter- und Wassertechnik die Bauer Umwelt GmbH. 1992 übernahm Bauer das Thüringer Unternehmen Schachtbau Nordhausen GmbH. Schon im Jahr hatte Bauer gemeinsam mit Schachtbau Nordhausen die Tochter SPESA Spezialbau und Sanierung GmbH gegründet.
1994 entstand die Bauer Aktiengesellschaft als Dachgesellschaft, woraufhin die Deutsche Beteiligungs AG 1996 durch eine Kapitalerhöhung Anteile der Bauer AG erhielt. 2001 begann die Neustrukturierung der Bauer Gruppe: Die Bauer Maschinen GmbH mit den Unternehmen Klemm Bohrtechnik, MAT Mischanlagentechnik, RTG Rammtechnik, Eurodrill, TracMec und PILECO wurde eigenständig am Markt tätig.
Im Juli 2006 erfolgte der Börsengang der Bauer AG. Das Unternehmen übernahm 2007 die German Water and Energy GmbH (kurz GWE) und erweiterte so die Geschäftsaktivitäten um die Bereiche Brunnentechnik, Wasser und Geothermie. Es erfolgte eine Neuausrichtung des gesamten Marktauftritts des Unternehmens mit den drei Segmenten Bau, Maschinen und Resources.
In den folgenden beiden Jahren wurden die Maschinenbauwerke in Aresing und Nordhausen sowie in Tianjin (China) und Shanghai erweitert, ein neues Werksgelände mit über 34.000 m² Hallenfläche in Edelshausen eingeweiht und ein neues Maschinenbauwerk in Conroe (Texas, USA) eröffnet.
Im Jahr 2010 feierte die Fräsentechnik ihr 25-jähriges Jubiläum, und Bauer Resources erstellte in Oman die bis dato größte Pflanzenkläranlage der Welt. 2012 wurde im Jahresverlauf erstmals die Marke von weltweit 10.000 Mitarbeitern überschritten.
Das Hongkonger Tochter-Unternehmen der Bauer Gruppe war 2011 und 2012 am Bau eines unterirdischen Bahnhofs der Schnellfahrstrecke Guangzhou–Shenzhen–Hongkong beteiligt.
Es folgten Aufträge für die Gründungsarbeiten des künftig höchsten Gebäudes der Welt (Kingdom Tower) und Europas (Lachta-Zentrum) sowie 2014 die Ausführung des für die Firma bislang größten Spezialtiefbauauftrags in Deutschland: das Bahnprojekt Umfahrung Schwarzkopftunnel im Spessart.
2015 feierte Bauer sein 225-jähriges Firmenjubiläum und gewann mit dem Sanierungsprojekt Kesslergrube den größten Einzelauftrag der Firmengeschichte im Umweltbereich. Im Jahr 2017 erfolgte der Auftrag für die Erweiterung der 2010 fertiggestellten Pflanzenkläranlage in Oman.
Von 2015 bis 2020 bestand ein Joint Venture mit Schlumberger. Im Jahr 2018 folgte Michael Stomberg auf Thomas Bauer als CEO und Vorstandsvorsitzender; damit einhergehend wechselte Thomas Bauer in den Aufsichtsrat und übernahm dort den Vorsitz.
Im Rahmen der Bauarbeiten des saudi-arabischen Megaprojekts NEOM wurde das Tochterunternehmen Saudi Bauer Foundation Contractors Ltd. im August 2022 mit einem ersten Spezialtiefbauprojekt – der Herstellung von ca. 70 m tiefen Großbohrpfählen für The Line – beauftragt. Ende 2022 erhielt Bauer den Auftrag für die Gründungsarbeiten für zwei weitere Bauabschnitte von The Line.
Nach dem Ausscheiden von CEO Michael Stomberg aus dem Vorstand der Bauer AG am 15. März 2023 bildeten die bisherigen Vorstände Peter Hingott und Florian Bauer die Führungsspitze. Florian Bauer schied Ende 2023 aus dem Vorstand und im Frühjahr 2025 aus dem Unternehmen aus. Damit einhergehend kehrte der ehemalige CFO Hartmut Beutler vorübergehend in den Vorstand der Bauer AG zurück. Im Dezember 2023 schied Thomas Bauer aus dem Aufsichtsrat der Bauer AG aus und übergab den Vorsitz an Bastian Fuchs.
Zum 1. Juni 2025 wurde Lena Effinger in den Vorstand berufen und löste Hartmut Beutler als CFO ab. Am 10. Juni 2025 gab das Unternehmen das Ausscheiden von Peter Hingott und die Berufung von Klaus Pöllath in den Vorstand bekannt. Zum 15. August 2025 trat Univ.-Prof. Dr.-Ing. Detlef Heck als Vorstand in das Unternehmen ein und löste Klaus Pöllath ab.

## Konzernstruktur
Die Geschäftstätigkeit des Konzerns ist in drei Segmente aufgeteilt: Spezialtiefbau, Maschinen und Resources. Das Segment Spezialtiefbau führt weltweit Gründungen, Baugruben, Dichtwände und Baugrundverbesserungen aus. Im Segment Maschinen ist Bauer Weltmarktführer für Geräte für den Spezialtiefbau sowie für die Erkundung, Erschließung und Gewinnung natürlicher Ressourcen. Im Segment Resources agiert Bauer mit mehreren Geschäftsbereichen und Tochterunternehmen als Dienstleister auf den Gebieten Bohrdienstleistungen und Brunnenbau, Umwelttechnik, Pflanzenkläranlagen, Bergbau und Sanierung. Bauer gilt als Weltmarktführer in der Herstellung der gesamten Maschinenpalette für den Spezialtiefbau. Das Unternehmen kann zudem auf zahlreiche prestigeträchtige Gründungsprojekte, wie den Burj Khalifa oder die Hongkong-Zhuhai-Macau-Brücke zurückblicken. Zum Konzern gehören eine Vielzahl von Tochtergesellschaften, unter anderem die Schachtbau Nordhausen.
Seit dem 15. März 2023 halten die SD Thesaurus GmbH und die Doblinger Beteiligung GmbH – die zusammen agieren – die Mehrheit der Anteile an der Bauer AG. Seit dem 20. Juni 2023 ist die Bauer AG nicht mehr an der Frankfurter Börse gelistet.

## Spezielle Bauverfahren
Die Unternehmen der Gruppe waren maßgeblich an der Entwicklung verschiedener Bauverfahren für den Spezialtiefbau beteiligt. Bekannte Verfahren sind unter anderem:
- Schlitzwände
- Spundwände
- Trägerverbau
- Anker-Verfahren
- Tiefenrütteln
- Hochdruckinjektion (Bauer-HDI)
- Penetrationsinjektion
- Baugrundverbesserung
- CSV-Bodenstabilisierung
- Mixed-In-Place-Verfahren (MIP-Verfahren)
- Cutter Soil Mixing (CSM-Verfahren)
- Vorgespannte Stabverpresspfähle (SVV-Verfahren)
- Duktile Pfähle

## Kontroversen
Im Jahr 2017 berichtete unter anderem die Süddeutsche Zeitung, dass sich die Bauer AG auf einer Liste der Interessenten zum Bau der Mauer an der Grenze zwischen den Vereinigten Staaten und Mexiko eingetragen habe. Nach eigener Aussage habe Bauer jedoch kein Interesse an einer Beteiligung am Mauerbau.